# Ростовцев (монитор)
«Ростовцев» — корабль Военно-морского флота СССР, речной монитор проекта СБ-37. Принимал участие в Великой Отечественной войне.

## История службы
08.07.1940 г. включён в состав Дунайской флотилии.
В июне 1941 года участвовал в боях на Дунае, 20 июля прорвался в Одессу, переведён в Пинскую флотилию. В июле — сентябре участвовал в боях на Днепре в районе Ржищева, Канева, Кременчуга и под Киевом. Получил повреждения, 31 августа исключен из списков судов ВМФ, однако уже 10 сентября вновь зачислен в состав флотилии после восстановительного ремонта.
Взорван экипажем 18 сентября 1941 года на Днепре ввиду невозможности прорыва в низовья Днепра и 6 октября 1941 г. вновь исключён из списков ВМФ. 29 июня 1944 года поднят и 27 ноября того же года отведён в затон завода «Ленинская кузница». Использовался как УТС.
В сентябре 1950 года исключен из состава ВМФ и поставлен в отстой. В 1955 году сдан «Главвторчермету» для разделки на металл.

## Командный состав
- Командир
  - Старший лейтенант Юшин, Борис Александрович[4]
- Военком
  - старший политрук Комиссаров Василий Михайлович[5]
- Помощник командира
  - лейтенант Кузьмин Василий Васильевич[6]
- Командир БЧ-2
  - лейтенант Егоров Константин Владимирович[7]
- Командир БЧ-5
  - воентехник 1-го ранга Шашенков Алексей Павлович[8]
- Врач
  - старший военфельдшер Лапинский Аврам Ульянович[9]